# Pierre Romani
Pierre Romani, né le 8 janvier 1900 à Taglio-Isolaccio et mort le 24 août 1978 à Longpont-sur-Orge, est un homme politique français.

## Biographie
Il est nommé secrétaire du Conseil de la République les 10 janvier 1950, 9 janvier 1951, 8 janvier 1952, 5 juin 1952, 13 janvier 1953 et 11 janvier 1955,,,,,.

## Détail des fonctions et des mandats
Mandat parlementaire
- 7 novembre 1948 - 19 juin 1955 : conseiller de la République et sénateur de la Corse